# Stockholm Koncerthus
Stockholms konserthus (på svensk Konserthuset Stockholm) er en koncertsal, der er opført ved Hötorget i Stockholm, på hjørnet af Kungsgatan og Sveavägen. Koncerthuset blev bygget i årene 1924-26 efter tegninger af arkitekten Ivar Tengbom. Huset har 1.776 siddepladser og regnes som et højdepunkt i klassicismen fra 1920'erne i Sverige, der også kaldes nordisk klassicisme.
Stockholms Koncerthus er åsted for uddelingen af Nobelprisen i hhv. medicin, fysik, kemi og litteratur. Nobels fredspris bliver uddelt på Oslo Rådhus.